# 장성삼서중학교
장성삼서중학교(長城森西中學校)는 대한민국 전라남도 장성군 삼서면 대곡리에 있는 공립 중학교이다.

## 학교 연혁
- 1971년 12월 27일 : 9학급 설립인가
- 1972년 3월 9일 : 개교
- 1975년 1월 16일 : 제1회 졸업(159명)
- 2018년 3월 1일 : 전남혁신학교 선정( ~2022.02.28. 4년)
- 2021년 3월 1일 : 전남 미래형혁신학교 선정( ~2023.02.28. 3년)
- 2024년 1월 5일 : 제50회 졸업(남 8명, 여 4명 총 12명) 총 졸업생 수(4,968명)
- 2024년 3월 4일 : 신입생 입학(남 6명, 여 3명 총 9명)
- 2024년 9월 1일 : 제22대 백미득 교장 부임

## 참고 자료
- 장성삼서중학교 - 한국교육학술정보원 학교알리미